# Idiolalie
Idiolalie (von griech. ἴδιος = „eigen“; λαλείν = „reden“) ist die Äußerung von für andere Menschen unsinnigen Sätzen und Wörtern. Sie tritt bei der Schizophrenie und ähnlichen Erkrankungen auf, kann aber auch eine Phase in der Sprachentwicklung des Kleinkindes darstellen, in diesem Fall spricht man von kanonischem Lallen.